# 신안해양과학고등학교
신안해양과학고등학교(新安海洋科學高等學校)는 대한민국 전라남도 신안군 압해읍 학교리에 있는 공립 고등학교이다.

## 학교 연혁
- 1983년 4월 9일 : 교사 준공 및 압해종합고등학교 개교
- 1991년 8월 1일 : 학칙 변경 (보통과 3학급, 상업과 6학급 계 9학급)
- 1997년 9월 29일 : 학칙 변경 (보통과 3학급, 상업과 3학급, 수산양식과 3학급 계 9학급)
- 1999년 2월 12일 : 수산양식과 실습실 2실 준공, 천해 양식장 1동 준공
- 2001년 7월 13일 : 수산양식과를 자영수산과로 학과 개편
- 2005년 4월 11일 : 7학급 인가(보통과 3, 자영수산과 3, 특수 1 계 7학급)
- 2008년 3월 1일 : 압해고등학교로 교명 변경
- 2013년 3월 1일 : 신안해양과학고등학교로 교명 변경
- 2013년 4월 1일 : 다목적교실(동백관) 및 급식실 준공
- 2015년 2월 6일 : 담수실습실 및 다목적 교육실 준공
- 2018년 9월 12일 : 여학생 기숙사(지선관) 준공
- 2021년 9월 1일 : 제16대 이생옥 교장 부임
- 2024년 1월 10일 : 제39회 29명 졸업(총 3,385명)

## 설치 학과
- 자영수산과

## 참고 자료
- 신안해양과학고등학교 - 한국교육학술정보원 학교알리미